# Sesgo de Malmquist
El sesgo de Malmquist (Malmquist bias, en inglés) es un efecto de selección en astronomía observacional y llamado así por Gunnar Malmquist, un astrónomo sueco que describió por primera vez sus efectos en los datos.
En concreto, si una muestra de objetos (galaxias, cuásares, estrellas, etc) está limitada en magnitud, entonces el observador verá un aumento de la luminosidad media con la distancia. Esto ocurre simplemente porque al aumentar la distancia las fuentes más débiles dejan de detectarse. 

## Solución
La solución para este problema es no utilizar una muestra limitada en flujo o en magnitud sino una muestra limitada en volumen, es decir, tomar todos los objetos hasta una distancia dada, asegurándose de que los objetos más débiles son detectables en todo el volumen.
- Datos: Q1094054